# Atena i Febos

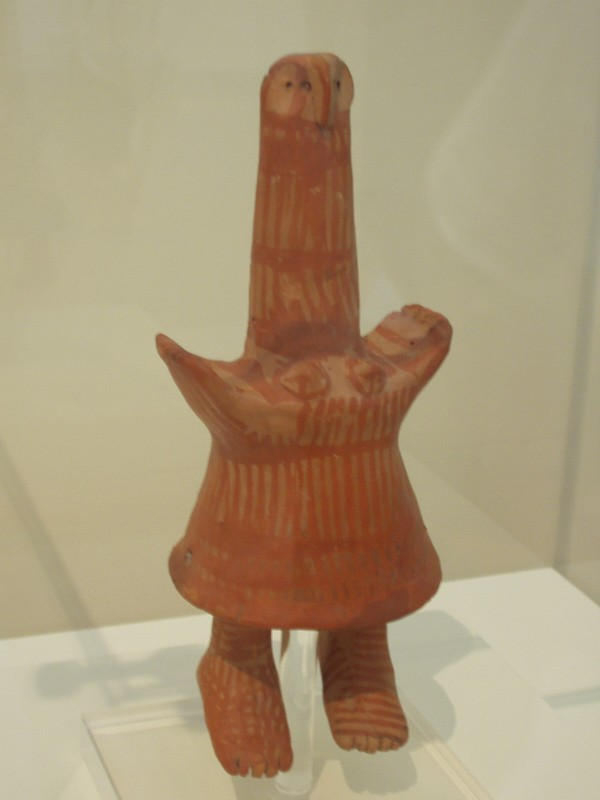
Model de daidala de terracota provinent del Museu Arqueològic Nacional d'Atenes, en el qual es van basar per crear les mascotes.

Atena i Febos (en grec: Αθηνά, Φοίβος) són les mascotes olímpiques dels Jocs Olímpics d'Estiu de 2004 celebrats a la ciutat d'Atenes (Grècia).

## Origen
L'origen dels noms de les mascotes prové d'algunes divinitats de l'antiga Grècia: 
- Atena és la deessa de la saviesa i protectora de la ciutat d'Atenes,
- Febos és un dels molts noms d'Apol·lo, déu de la llum, la música i l'esport.

Atena i Febos representen la parella de germans, dissenyats sobre la base d'unes antigues figures del segle vii aC. Si bé alguns autors han considerat que aquestes figures fetes en terracota eren ninots, d'altres pensen que són figures fàliques destinades per a les daidales, festivals en honor de la deessa Hera.
Encara que no van ser àmpliament populars arreu del món, sí que van tenir gran èxit a Grècia.

## Polèmica
Durant la realització dels Jocs, la "Societat Grega d'Amics dels Antics", destinada a la preservació de la cultura hel·lènica, va demandar al Comitè Organització dels Jocs, per una xifra de 3 milions d'euros, degut al fet que consideraven que les mascotes eren un insult a causa de la utilització del nom de dos de les més importants divinitats gregues. El Comitè, en resposta, va declarar que les mascotes representaven "la participació, companyonia, igualtat, cooperació, el joc net i tots els més importants valors humans dels grecs".